# Ruth Altheim-Stiehl
Ruth Altheim-Stiehl, geborene Stiehl, (* 13. März 1926 in Forst, Niederlausitz; † 11. Januar 2023 in Münster-Nienberge) war eine deutsche Althistorikerin.

## Leben
Ruth Stiehl studierte an der Freien Universität Berlin, wo sie 1951 bei Franz Altheim mit der Dissertation Fünf Gedichte aus dem Diwan des Ka'b Ibn Zuhair promoviert wurde und sich 1955 mit der Arbeit Die Datierung der Kapitolinischen Fasten habilitierte. Von 1953 bis 1962 war sie Assistentin am Institut für Altertumskunde der Freien Universität, von 1962 bis 1964 außerplanmäßige Professorin ebendort. 1964 wurde sie ordentliche Professorin für Alte Geschichte an der Universität Münster.
Der Schwerpunkt ihrer Forschungen lag auf dem Sassanidenreich, den Arabern im Altertum und der Epoche der Spätantike. Zu ihren akademischen Schülern zählen Engelbert Winter und Josef Wiesehöfer. Ihre ersten Publikationen erschienen unter dem Geburtsnamen Ruth Stiehl, teilweise in Gemeinschaft mit ihrem akademischen Lehrer und späteren Adoptivvater Franz Altheim. 1991 ging sie in den Ruhestand, ihr Nachfolger wurde Norbert Ehrhardt.
Ruth Stiehl und Edith Ennen waren die ersten beiden Frauen, die in der Bundesrepublik Deutschland einen Lehrstuhl für Geschichtswissenschaft erhielten. In der DDR war es die Althistorikerin Liselotte Welskopf, die 1961/62 eine vergleichbare Stellung an der HU Berlin erreichte.

## Schriften (Auswahl)
- mit Franz Altheim: Asien und Rom. Neue Urkunden aus sassanidischer Frühzeit. Niemeyer, Tübingen 1952.
- mit Franz Altheim: Porphyrios und Empedokles. Niemeyer, Tübingen 1954.
- mit Franz Altheim: Ein asiatischer Staat. Feudalismus unter den Sassaniden und ihren Nachbarn. Band 1 (mehr nicht erschienen), Limes Verlag, Wiesbaden 1954.
- mit Franz Altheim: Finanzgeschichte der Spätantike. Klostermann, Frankfurt 1957.
- mit Franz Altheim: Philologia sacra (= Aparchai. Band 2). Niemeyer, Tübingen 1958.
- mit Franz Altheim: Die aramäische Sprache unter den Achaimeniden. Band 1, Lieferungen 1–3 (mehr nie erschienen), Klostermann, Frankfurt 1959–1963.
- mit Franz Altheim: Die Araber in der alten Welt. 6 Bände, de Gruyter, Berlin 1964–1969 (mit zahlreichen Beiträgen anderer Wissenschaftler).
  - Bd. 1: Bis zum Beginn der Kaiserzeit. 1964.
  - Bd. 2: Bis zur Reichstrennung. 1965.
  - Bd. 3. Anfänge der Dichtung. 1966.
  - Bd. 4: Neue Funde. 1967.
  - Bd. 5, Teilband 1: Weitere Neufunde. 1968.
  - Bd. 5, Teilband 2: Nachträge. 1969.
- mit Franz Altheim: Geschichte Mittelasiens im Altertum. de Gruyter, Berlin 1970.
- mit Franz Altheim: Christentum am Roten Meer. 2 Bände, de Gruyter, Berlin 1971–1973, ISBN 3-11-003790-4 und ISBN 3-11-003791-2 (mit zahlreichen Beiträgen anderer Wissenschaftler).